# Aragonski jezik
Аragonski jezik (aragoieraz, altoaragonés, aragonés, fabla aragonesa, luenga aragonesa,  patués; ISO 639-3: arg) zapadnoromanski jezik pirenejske podskupine, šire pirenejsko-mozarapske skupine, čiji je danas jedini živi član i kojim na Pirinejskom poluotoku govori oko 11 000 od 2 000 000 (1994) Aragonaca u Aragoniji, Španjolska. Glavni dijalekti su zapadnoaragonski (ansotano, cheso), srednjoaragonski (belsetán, tensino, pandicuto, bergotés), istočnoaragonski (benasqués, grausino, ribagorzano, fobano, chistabino), i južnoaragonski (ayerbense, semontanés).  

## Klasifikacija
indoeuropski jezik
- italski jezik
  - romanski jezici
    - zapadnoitalski jezik
      - zapadni jezik
        - pirenejsko-mozarapski jezik
          - pirenejski jezik
            - aragonski jezik

## Vanjske poveznice
- Ethnologue (14th)
- Ethnologue (15th)
- Academia de l'Aragonés, language regulator for Aragonese.
- Consello d'a Fabla Aragonesa
- Sociedat de Lingüistica Aragonesa
- Aragoneski jezik
- Aragonese Course
- Aragonese Language Sample
- Webster's Aragonesko-Engleski rječnik